# Federico Malo Andrade
Federico Eulogio Malo Andrade (Cuenca, Ecuador, 5 de julio de 1859 - id. 14 de febrero de 1932) fue un destacado hombre de negocios y una prominente figura pública cuencana.

## Biografía
Nació en Cuenca, Ecuador, el 5 de julio de 1859, Ecuador, siendo el segundo de los seis hijos del Dr. Luis Malo Valdivieso, teniente coronel, abogado, gobernador del Azuay en cuatro ocasiones y comandante del Distrito del Azuay.
En 1877, viajó a París y a Londres, estableciéndose allí para estudiar economía y derecho. Permaneció en esa ciudad hasta 1879, para volver a Cuenca, en donde permaneció hasta 1883. En esta última fecha, volvió a París, para continuar con sus estudios y conoció al gran autor ambateño Juan Montalvo, con quien mantuvo una estrecha amistad, y a quien ayudó económicamente, llegando a pagar también por la publicación del tomo segundo de su libro, El espectador. 
En 1887, con 27 años de edad, retornó a Cuenca para establecerse definitivamente en dicha ciudad. En ese momento comenzó su vida de hombre público, pues ya en 1891 era Secretario del I. Concejo Municipal de Cuenca, Profesor de francés e inglés en el Colegio Nacional Benigno Malo, Diputado por el Azuay en 1896, Rector del Colegio Nacional Benigno Malo en los periodos de 1896-1900;1901-1906 y 1914-1916, Presidente del I. Concejo Municipal de Cuenca en 1903, Presidente del Partido Liberal del Azuay en 1912, Gobernador del Azuay entre 1916 y 1920, Senador de la República en 1924, entre otros cargos ejercidos por él distinguido personaje cuencano. En 1889 fue uno de los redactores del diario liberal La Linterna, propiedad del Dr. José Peralta, al tener la Iglesia todo el poder, censuró su publicación. En 1899, fue desterrado junto con su hermano César y el Dr. José R. Bernal, a la provincia de Loja, por el Gobernador José Félix Valdivieso, su enemigo político, habiéndolos acusado injustamente de haber falsificado votos para la elección de un nuevo Presidente del Concejo Municipal de Cuenca.
Impulsor del progreso, en 1913, fundó por su propia iniciativa y con la ayuda de prósperos y distinguidos ciudadanos como el Sr. D. Roberto Crespo Toral, Dr. Rafael María Arízaga, Dr. Alberto Muñoz Vernaza, Dña. Hortensia Mata, Dr. Benigno Polo, D. Arcesio Pozo, entre otros, el Banco del Azuay, primera entidad bancaria cuencana, de la que fue designado Primer Presidente el día de su creación, el 15 de enero de 1913, cargo que ejerció hasta su muerte. En 1919, fundó la Cámara de Comercio de Cuenca, otra vez con el Sr. Roberto Crespo Toral, siendo nombrado su Primer Presidente Honorario de su directorio. Colaboró en la instalación de una sucursal del Banco Central del Ecuador en Cuenca, de la que igualmente fue designado Presidente. Cabe también citar que fue el propietario de una empresa de exportaciones e importaciones establecida en Cuenca, la Federico Malo & Co, mediante la cual hacía exportaciones de sombreros de paja toquilla, desde 1904 a Londres, París, Nueva York y Hamburgo. Debido a todas las acciones financiarías, económicas y empresariales, en 1909 era el sexto empresario más adinerado e importante de la provincia azuaya, con un capital de 12.000 sucres ese año.
Figuró también como hombre de bien, caritativo, con un gran don de asistencia social, realizó con su esposa donaciones, por lo que en su entierro, fue muy lamentado por los pobres, quienes anécdoticamente dejaron sobre su tumba una corona de rosas en la que decía: "Al padre de la caridad, los pobres de Cuenca". También importó a Cuenca muchas innovaciones tecnológicas a comienzos del siglo XX, como el primer automóvil en 1912, las primeras máquinas de escribir, el primer fonógrafo, el primer bombillo eléctrico, etc.

## Fallecimiento
Murió en Cuenca, el 14 de febrero de 1932, a los 72 años de edad.

## Matrimonio y descendencia
Contrajo matrimonio, el 23 de marzo de 1888, con su prima hermana, la Sra. Dña. Leticia de Andrade y Chiriboga, nacida en Cuenca, el 9 de septiembre de 1870 y fallecida en la misma ciudad, el 13 de septiembre de 1935, hija legítima de Don Luis Antonio de Andrade y Morales (1836-1897), de la Casa Solar de los Andrade, y Dña. Mercedes de Chiriboga y Tinajero (1841-1928), de la Casa Solar de los Chiriboga, establecidas en Pontedeume, Galicia, y la Villa de Cestona, Guipúzcoa, País Vasco, España, respectivamente. Procrearon diecinueve hijos, de los cuales ocho fallecieron de corta edad, los otros once fueron: Elena de Córdova Toral (1889-1984), Luis (1892-1905), Arturo (1894-1913), Enrique (1897-1985), Federico Guillermo (1898-1949), Julio (1900-1978), Carmen Amelia de Vega Acha (1901-1960), Bolívar (1903-1986), Alejandro (1906-1968), Eduardo (1910-1955) y Carlos (1913-1938).

## Memoria y homenaje
En Cuenca, existen varios lugares que llevan el nombre de este destacado personaje, como:
- La Calle Federico Malo
- La Escuela Federico Malo
- La antigua Casa Federico Malo, calle Bolívar 9-52
- La logia masónica Federico Malo